# Lo de Jesús
Lo de Jesús är en ort i Mexiko.   Den ligger i kommunen Navolato och delstaten Sinaloa, i den västra delen av landet, 1 000 km nordväst om huvudstaden Mexico City. Lo de Jesús ligger 17 meter över havet och antalet invånare är 1 108.
Terrängen runt Lo de Jesús är mycket platt. Runt Lo de Jesús är det ganska tätbefolkat, med 155 invånare per kvadratkilometer. Närmaste större samhälle är Licenciado Benito Juárez, 2,4 km söder om Lo de Jesús. Trakten runt Lo de Jesús består till största delen av jordbruksmark.